# Napomyza hirticornis
Napomyza hirticornis är en tvåvingeart som beskrevs av Friedrich Georg Hendel 1932. Napomyza hirticornis ingår i släktet Napomyza och familjen minerarflugor.
Artens utbredningsområde är Österrike. Arten är reproducerande i Sverige. Inga underarter finns listade i Catalogue of Life.